# アレクシス・アークエット
アレクシス・アークエット（Alexis Arquette, 1969年7月28日 - 2016年9月11日）は、アメリカ合衆国カリフォルニア州ロサンゼルス出身のトランスジェンダーの女優、ミュージシャン、ドラァグ・パフォーマー。

## 来歴
ロバート・アークエットとして俳優一家に生まれ、女優のロザンナ・アークエット、パトリシア・アークエットは姉、リッチモンド・アークエットは兄、デヴィッド・アークエットは弟。
映画デビュー作「ブルックリン最終出口」(1989)ではゲイの青年役を演じ、その後「ウェディング・シンガー」(1998)ではボーイ・ジョージの役を演じた。
2006年に性別適合手術を受け、その過程を収めたドキュメンタリー映画「Alexis Arquette: She's My Brother（原題）」は2007年に公開された。
HIVに感染し29年間闘病した末、合併症で2016年9月11日に逝去。47歳没。兄のリッチモンドのフェイスブック上でアレクシスの死去が公表された。

## 主な出演作品
- ブルックリン最終出口 Last Exit to Brooklyn (1989)
- スリーサム Threesome (1994)
- パルプ・フィクション Pulp Fiction (1994)
- あなたに言えなかったこと Cosas que nunca te dije (1995)
- ウイッグストック Wigstock: The Movie (1995)
- ウェディング・シンガー The Wedding Singer (1998)
- チャイルド・プレイ/チャッキーの花嫁 Bride of Chucky (1998)
- シーズ・オール・ザット She's All That (1999)
- SPUN スパン Spun (2002)
- ロード・オブ・ドッグタウン Lords of Dogtown (2005)
- 子連れじゃダメかしら? Blended (2014)